# Sukoagung
Sukoagung is een bestuurslaag in het regentschap Pati van de provincie Midden-Java, Indonesië. Sukoagung telt 867 inwoners (volkstelling 2010).